# Adonisea mitis
Adonisea mitis là một loài bướm đêm trong họ Noctuidae.